# Claude-Joseph Drioux
Claude-Joseph Drioux ( Bourdons-sur-Rognon, Haute-Marne, 17 de fevereiro de 1820 — Lanty, Nièvre, Bourgogne, 13 de maio de 1898), também conhecido por Abade Drioux, foi um sacerdote católico francês, educador popular, cartógrafo, geógrafo, historiador e escritor religioso.

## Biografia
Drioux nasceu em Bourdons, Haute-Marne. Foi primeiro padre, depois professor no Seminário de Langres, vigário geral e, finalmente, cónego. Escritor fecundo, especialmene de obras destinadas ao público escolar, Drioux era o "autor estrela" da Editora Belin. Os seus 51 manuais escolares gozaram de grande popularidade em França durante mais de trinta anos e alguns chegaram a ter 30 edições, quase que detendo o monopólio da educação das crianças de ambos os sexos nas instituições gratuitas de ensino primário e secundário do país.
O número total de livros vendidos ultrapassou um milhão. Este autor obteve um rendimento constante da Editora Belin, que lhe permitiu comprar o castelo de Lanty, Nièvre, Bourgogne, França, antiga propriedade da marquesa de Coligny, onde morreu a 13 de maio de 1898.
Como escritor religioso e educador popular, Drioux foi influente entre adultos e crianças em idade escolar, trazendo as descobertas dos estudiosos alemães para o público popular francês. A sua Bíblia pictórica (1864) e a sua História de Roma (1876) contêm muitas interpretações evidentemente provenientes de fontes alemãs contemporâneas, mas também de fontes renascentistas como Menochius. Talvez independentemente, ele identificou os cinco irmãos como os filhos de Anás e o homem rico como Caifás na parábola de Lázaro em Lucas 16.
Como geógrafo, Drioux trabalhou principalmente com o cartógrafo Charles Leroy. Como editor de obras latinas de teologia, trabalhou com uma série de co-editores.

## Obras
Entre outras, é autor das seguintes obras:
- 1859 Nouvel Atlas de Géographie Moderne (with Charles Leroy)
- 1864 La Bible populaire : histoire illustrée de l'Ancien et du Nouveau Testament. Paris, Hachette, 1864-1865. 2 vol.
- 1876 Cours abrégé d'histoire romaine: depuis la foundation de Rome jusqu'à l'invasion des Arabes.
- 1867 Atlas Universel et Classique de Géographie (with Charles Leroy)
- 1878 Cosmographie ou Tableau des Systèmes du Monde (with Charles Leroy)
- 1872 La Sainte Bible en latin et en français avec les commentaires de Ménochius et des notes historiques et théologiques, 8 vols. Paris, Berche et Tralin Paris (reissued 1892 - this parallel text of the Vulgate and the French paraphrase translation by R.P. De Carrières contained both the comments of Menochius and those of Drioux on the French.)
- 1880 Thomas Aquinas Summa Theologica (one of three translator-editors)
- 1881 Nouvel Atlas Universel et Classique de Géographie[4]